# Запілля (Чорнобильський район)
Запілля — колишнє село в Україні, за 15 км від ЧАЕС та за 7 км від колишнього райцентру — міста Чорнобиль, в Вишгородському районі Київської області. До 1986 року входило до складу Чорнобильського району і підпорядковувалося Заліській сільській раді.
Вперше згадується в 1560 році.
1768 року поряд з Запіллям стратили полковника Коліївщини Івана Бондаренка.
1864 року у селі мешкало 104 мешканці. 1887 року населення становило вже 290 осіб.
Станом на 1900 рік Запілля — власницьке село, налічувалося 53 двори, проживало 305 мешканців. Діяла школа грамоти. Працювали 2 млини. Село підпорядковувалося Чорнобильській волості.
Напередодні аварії у селі проживало 172 мешканці, був 81 двір (господарство).
Після аварії на станції 26 квітня 1986 село було відселене внаслідок сильного забруднення, а мешканці переселені у село Нове Залісся. Виселене внаслідок сильного радіоактивного забруднення. Офіційно зняте з обліку 1999 року за відсутністю жителів. Після Чорнобильської катастрофи село увійшло до 30-кілометрової зони відчуження.
З кінця лютого до 1 квітня 2022 року село було окуповане російськими військами.

## Галерея

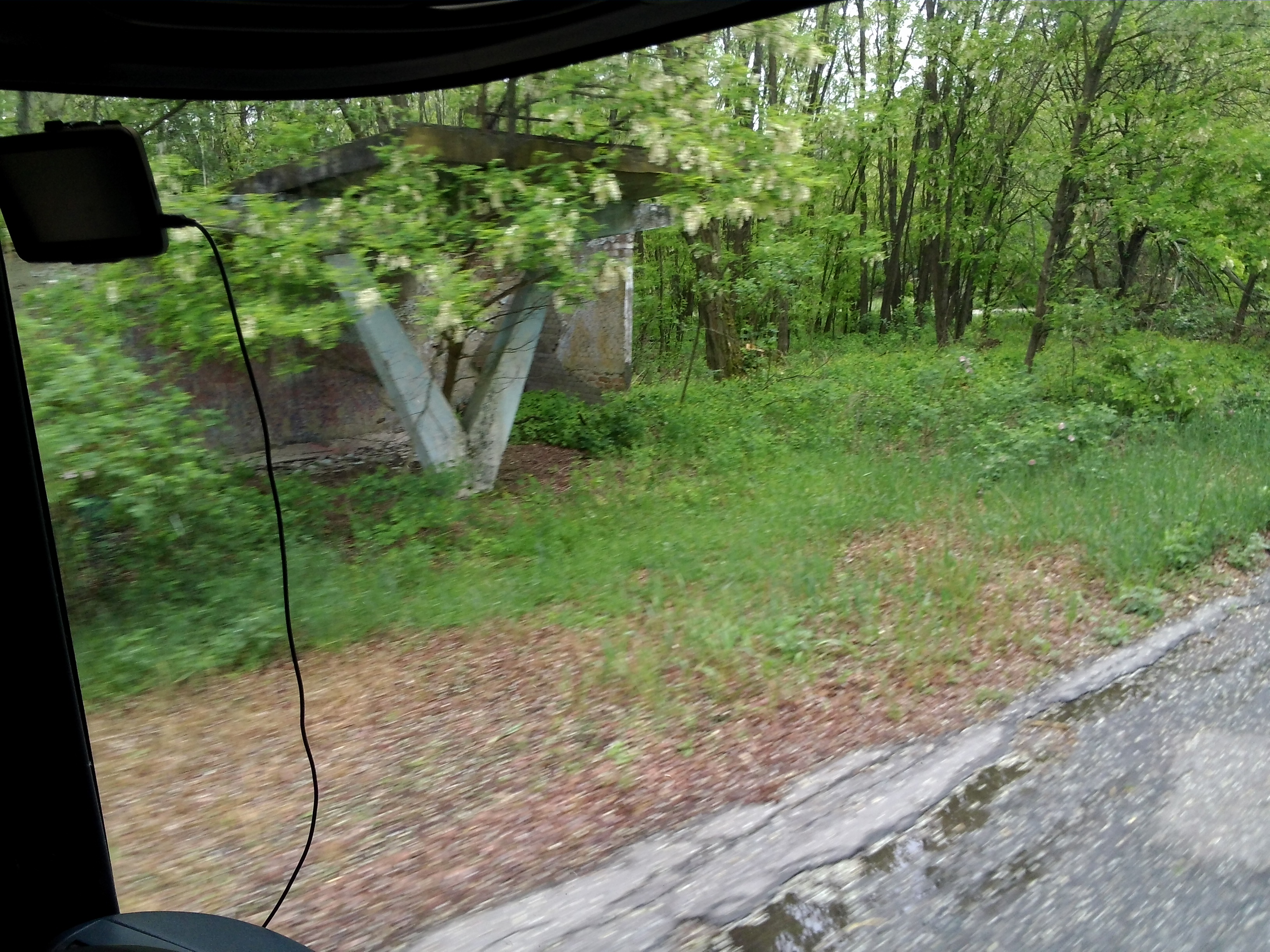
Автобусна зупинка «Запілля» по дорозі на Корогод
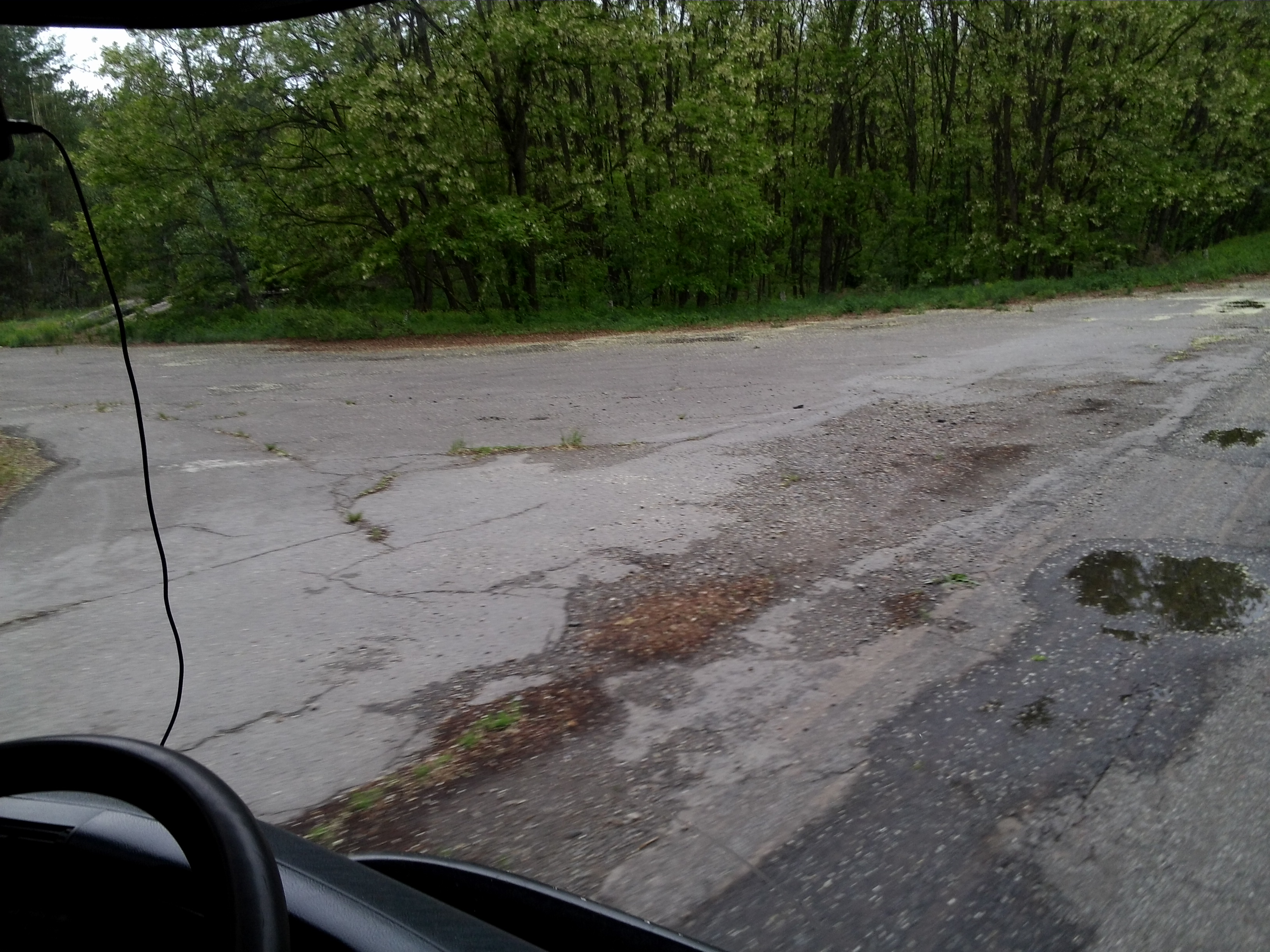
Поворот на село з автодороги